# 夢見るゲールゲ
『夢見るゲールゲ』（ゆめみるゲールゲ、ドイツ語: Der Traumgörge）は、アレクサンダー・フォン・ツェムリンスキー作曲のオペラ（歌劇）である。

## 作曲の経緯
レオ・フェルトの台本により1904年から1906年までかけて作曲された。グスタフ・マーラーが芸術監督を務めるウィーン宮廷歌劇場（ウィーン国立歌劇場の前身）で上演されることを見越して作曲し、1907年に初演が計画され、ツェムリンスキーはマーラーの助手に選ばれた。だがマーラーの突然の退任劇により、後任指揮者のフェリックス・ワインガルトナーは、既にリハーサルも行われていた『夢見るゲールゲ』を上演予定から外してしまう。今度はツェムリンスキーがこれに抗議し、指揮者助手を辞任するという顛末であった。
ツェムリンスキーは結局、この作品は改訂が必要であると見なして、その普及にほとんど力を尽くさず、しかも別の作曲の構想に心変わりしてしまう。こうしてツェムリンスキーの生前は顧みられることのなかった本作であるが、ツェムリンスキーの再評価の始まった1970年代に、ウィーン国立歌劇場の書庫で上演用の楽譜が発見され、本作にも新たに関心が集まるようになった。この結果、遅ればせながらも1980年10月11日に、ニュルンベルクで初演を迎えたのである。日本初演は2005年10月18日、ゲルト・アルブレヒト指揮、読売日本交響楽団、トーマス・ピフカ（ゲルゲ）、林正子（ゲルトラウト）による（演奏会形式）。

## 登場人物
- ゲルゲ（テノール）
- グレーテ（ソプラノ）
- ハンス（バリトン）
- 王女（ソプラノ）
- ゲルトラウト（ソプラノ）
- マレイ（ソプラノ）
- 粉屋（バス）
- 牧師（バス）
- 農夫（バリトン）
- ツュングル（バリトン）
- カスパル（バリトン）
- マテス（バス）
- 宿屋の主人（バリトン）
- 宿屋の主人の妻（ソプラノ）

## あらすじ
- 第1幕

田舎の小さな村で生まれ育った青年ゲルゲは夢想家であった。婚約者グレーテとの結婚式の日、彼は結婚式を抜け出して小川の畔へ行くと、夢想の中に王女が現れ、彼を村の外の広い世界に誘った。ゲルゲは婚約者を捨て村を出る。
- 第2幕

数年後、革命的サンディカリズムの指導者として迎えられたゲルゲだが、サンディカリスト達から「魔女」「放火魔」等と批難されスケープゴートにされていたゲルトラウトと心を通わせていた彼は、急進的革命運動から身を引き、ゲルトラウトを連れて生まれ故郷の村に帰り、彼女と結婚して幸せに暮らした。